# Unification (album)
Iron Savior är det tyska power metal-bandet Iron Saviors andra album. Det släpptes 1999 av skivbolaget Noise Records. Skivan utkom även i Sydamerika och Japan.
Skivan innehåller covers på låtar av Helloween och Black Sabbath, samt en låt framförd av det schweiziska metalbandet Excelsis som vann en tävling där förstapriset var möjligheten att medverka på Iron Saviors nästa skiva.

## Låtlista
1. "Coming Home" – 5:23
2. "Starborn" – 4:37
3. "Deadly Sleep" – 5:09
4. "Forces of Rage" – 5:46
5. "Captain's Log" – 1:02
6. "Brothers (of the Past)" – 4:43
7. "Eye to Eye" – 5:52
8. "Mind over Matter" – 5:35
9. "Prisoner of the Void" – 4:43
10. "The Battle" – 5:47
11. "Unchained" – 6:09
12. "Forevermore" – 5:15
13. "Gorgar" (Helloween-cover) – 4:07
14. "Neon Knights" (Black Sabbath-cover) – 3:54
15. "Dragonslayer" (framförd av Excelsis) – 5:09

## Medverkande
Musiker
- Piet Sielck – sång, gitarr
- Kai Hansen – gitarr, sång
- Jan-Sören Eckert – elbas, sång
- Dan Zimmermann – trummor
- Andreas Kück – keyboard, sång

Bidragande musiker
- Claudia Solms – sång
- Jason Breitwege - berättarröst
- Uwe Lulis - gitarr

Produktion
- Piet Sielck – producent, mixning
- Kai Hansen – mixning
- Marisa Jacobi - albumkonst
- Melanie Dreysse - foto
- Kristian Huitula - omslagskonst